# قصعين فراتي
قصعين فراتي (الاسم العلمي: Salvia euphratica) هو نوع نباتي يتبع جنس القصعين من فصيلة الشفوية.